# Государственная библиотека Туркменистана
Государственная библиотека Туркменистана (туркм. Türkmenistanyň döwlet kitaphanasy) — национальное книгохранилище Туркменистана, расположенное в Ашхабаде. Основана в 1895 году. Входит в структуру Государственного культурного центра Туркменистана.
Библиотекой ведётся государственный библиографический учёт и ведение централизованного каталога печатных изданий и других материалов, находящихся в составе единого библиотечного фонда Туркменистана.

## Названия
- Закаспийская областная общественная библиотека (при Российской империи).
- Государственная республиканская библиотека Туркменской ССР имени Карла Маркса (при СССР).
- Национальная библиотека имени Андалиба (1992—1997).
- Национальная библиотека имени Великого Сапармурата Туркменбаши (1997—2013).
- Государственная библиотека Туркмении (с 2013 года).

## Положение в законе о библиотечном деле
Это библиотека общегосударственного значения, главной целью которой является удовлетворение всесторонних информационных потребностей граждан, а также организация библиотечной, библиографической и научно-информационной деятельности в целях сохранения исторической памяти народа Туркменистана, развития отечественной и мировой культуры, науки, просвещения и образования.

## Основные задачи библиотеки
- формирование, хранение, научная обработка и обеспечение сохранности наиболее полного собрания отечественных и зарубежных печатных изданий и других материалов;
- содействие развитию национальной науки, культуры, просвещения и образования с использованием различных форм деятельности, предусмотренных Положением о Национальной библиотеке
- ведение единого государственного библиографического учёта печатных изданий и документов;
- осуществление научно-исследовательской и научно-методической деятельности в области библиотековедения и книговедения, оказание методической помощи библиотекам Туркменистана независимо от их ведомственной подчинённости, содействие профессиональному росту кадров библиотечных работников;
- международное сотрудничество в формировании и использовании мировых библиотечных ресурсов.

## История
Открыта 1 августа 1885 года как Закаспийская областная общественная библиотека. Основана офицерами Русской армии. Первоначально фонд библиотеки составлял 3000 экземпляров книг на русском языке. Библиотека состояла из отдела выдачи книг на дом (абонемента) и кабинета для чтения (читального зала).
В 1924 году преобразована в государственную республиканскую библиотеку.
В советскую эпоху носило имя Карла Маркса. В 1969—1974 в центре Ашхабада было построено здание библиотеки в стиле советского модернизма, архитекторы А. Р. Ахмедов, Б. А. Шпак, В. А. Алексеев. На 1 января 1970 в фондах насчитывалось свыше 2,7 млн единиц хранения.
В 1991 году создана и переименована в честь туркменского поэта Нурмухамета Андалиба на основе Государственной республиканской библиотеки Туркменской ССР. Книжный фонд в 1991 году составлял 5480989 единиц. С 1992 года прекратилось поступление литературы из-за рубежа.
В 1997 году названа в честь первого президента Туркменистана Сапармурата Ниязова. В 2000 году по предложению посольства Турции был открыт зал Турции. В 2003 книжный фонд составлял 5508186 единиц.
В 2006 году библиотека выиграла грант правительства Японии в размере 200 000 долларов США на поставку аудио и видео оборудования.
Новое здание было построено турецкой компанией «ГАП Иншаат» в 2007 году и входит в единый архитектурный комплекс Государственного культурного центра Туркменистана. Семиэтажное здание с площадью внутренних помещений около 24 тысяч квадратных метров. На трёх подземных этажах расположились книгохранилища. Библиотека может принять одновременно 1100 посетителей. В библиотеке есть два конференц-зала на 150 и 40 человек, аудио-видеотека, интернет-зал, компьютерный центр, книжные мастерские, кабинеты для научных работников и персонала. В здании функционируют 19 лифтов.
В 2009 году была проведена консервация и реставрация 50 тысяч редких и ценных книг XVI—XIX веков за счёт американского гранта. В том же году при содействии посольства США был открыт «Интернет-центр», библиотека была присоединена к оптико-волоконной интернет-сети «Виртуальный шёлковый путь».
В апреле 2013 года переименована в Государственную библиотеку Туркменистана.